# John Frampton
John Frampton fue un mercader inglés del siglo XVI del West Country asentado en España. Fue apresado y torturado por la Inquisición, escapándose de Cádiz en 1567. Tradujo varias obras del castellano, en parte por venganza y dándoles un tono marcadamente antiespañol.

## Algunas publicaciones traducidas
- 1577. Nicolás Monardes, Historia medicinal de las cosas que se traen de nuestras Indias Occidentales, donde se declaran las raras y singulares virtudes de diversas y soleadas herbáceas, árboles, oyles, plantas, y piedras, con sus aplicaciones, así como para Medicina y Cirugía, traducido al inglés de la edición castellana de 1565
- 1578: Martín Fernández de Enciso, Suma de Geographia
- 1579: Marco Polo, Viajes
- 1580: Nicolás Monardes, Historia medicinal de las cosas que se traen de nuestras Indias Occidentales: una nueva edición agrandada sobre la base de la edición castellana de 1574
- 1581: Pedro de Medina, Art of Navigation